# Banque nationale de l'industrie
La BNI Madagascar (du malgache Banky Nasionalin'ny Indostria ou Banque nationale de l'industrie) est une banque malgache.
La BNI exploite 100 agences réparties sur toute la Grande Île et détient 23% de la part du marché bancaire à Madagascar.

## Histoire
À sa création, la banque est le premier établissement financier de Madagascar. Elle est fondée sous le nom de « Crédit foncier de Madagascar » par le Crédit foncier d'Algérie et de Tunisie, la Compagnie Lyonnaise de Madagascar et la Compagnie des messageries maritimes durant la colonie française, en 1919.
En 1941, le Crédit foncier de Madagascar devient le « Crédit foncier de Madagascar et de la Réunion » à la suite de la reprise de la banque par la Banque nationale pour le commerce et l'industrie. Elle devient en 1954 la BNCI-OI puis, en 1974, la Banque pour le commerce et l'industrie de Madagascar et lance en 1977 un plan de développement à moyen terme. 
Appartenant à l'État depuis 1960, la BCIM prend en 1990, le nom de BNI et devient l'année suivante une entreprise privée dont 51% des actions seront cédées au Crédit lyonnais.
À la suite du rachat de ce dernier par le Crédit agricole, la BNI apparaît, en 2006, avec les couleurs de la « Banque verte ». En 2014, les 51 % appartenant au Crédit agricole furent rachetées par deux groupes de premier ordre de l'océan Indien, le groupe mauricien Ciel et le groupe malgache Axian,. Ces deux organisations lancent en 2009, un second plan de développement à moyen terme.
L'année suivante, des centres d'affaires, comme l'Espace Zénith à Antananarivo, sont créées. En 2018, la BNI inaugure à Mahajanga la première Agence Verte du pays (fonctionnant à 100 % grâce à l'énergie solaire).
En 2019, la BNI crée KRED, la première marque de microfinance entièrement digitale dédiée aux PME et TPE en Afrique. L'objectif est de promouvoir l’entrepreneuriat sur la Grande Île et renforcer les filières économiques encore sous exploitées pour créer des emplois.
Afin de soutenir les entreprises privées durant la crise économique mondiale liée à la pandémie de coronavirus, la BNI propose lors d'une réunion à la chambre de commerce et d'industrie de la capitale en juin 2020, un crédit de trésorerie de soutien remboursable en 24 mois.

## Partenariats
La BNI est, depuis le début des années 2000, un partenaire officiel de nombreux salons et foires se déroulant à Antananarivo. On peut compter, par exemple, le Salon du chocolat, la Foire Internationale de Madagascar, ou encore le salon Asia Enjoy.
Tout comme sa sœur, Telma, la BNI est un des sponsors officiels de l'équipe de Madagascar de football.

## Identité de la Banque nationale de l'industrie
La BNI, étant à la fois la plus ancienne banque malgache toujours en activité ainsi que celle ayant la plus importante part du marché, est souvent appelée la « Première banque malgache ».

### Slogans
- 2006- 2014 : « Ma vie, ma Banque »
- De 2014 à 2019 : « Plus que jamais mobilisée à vos côtés pour vous accompagner »
- Depuis 2019 : « J'avance avec ma banque »

### Identité visuelle

1991: la BNI devient filiale du Crédit lyonnais et utilise son identité de marque.
2006: le Crédit agricole rachète le Crédit lyonnais et ses filiales. La BNI adopte la charte graphique de la « Banque verte ».
2013: Cession de la BNI. Son nouveau logo est tiré de celui du Crédit agricole.